# Grande Prêmio da Bélgica de 1984
Resultados do Grande Prêmio da Bélgica de Fórmula 1 realizado em Zolder em 29 de abril de 1984. Terceira etapa do campeonato, foi vencido pelo italiano Michele Alboreto, da Ferrari, com Derek Warwick em segundo pela Renault e René Arnoux em terceiro pela Ferrari.

## Classificação

### Treinos oficiais
| Pos.    | N.º | Piloto             | Construtor          | Q1       | Q2       | Grid    |
| ------- | --- | ------------------ | ------------------- | -------- | -------- | ------- |
| 1       | 27  | Michele Alboreto   | Ferrari             | 1:18.369 | 1:14.846 | —       |
| 2       | 28  | René Arnoux        | Ferrari             | 1:18.017 | 1:15.398 | + 0.552 |
| 3       | 6   | Keke Rosberg       | Williams-Honda      | 1:18.617 | 1:15.414 | + 0.568 |
| 4       | 16  | Derek Warwick      | Renault             | 1:16.311 | 1:15.611 | + 0.765 |
| 5       | 11  | Elio de Angelis    | Lotus-Renault       | 1:17.705 | 1:15.979 | + 1.133 |
| 6       | 14  | Manfred Winkelhock | ATS-BMW             | 1:18.048 | 1:16.130 | + 1.284 |
| 7       | 22  | Riccardo Patrese   | Alfa Romeo          | 1:18.052 | 1:16.431 | + 1.585 |
| 8       | 7   | Alain Prost        | McLaren-TAG/Porsche | 1:16.587 | 1:16.595 | + 1.741 |
| 9       | 1   | Nelson Piquet      | Brabham-BMW         | 1:16.604 | 1:24.286 | + 1.758 |
| 10      | 12  | Nigel Mansell      | Lotus-Renault       | 1:17.433 | 1:16.720 | + 1.874 |
| 11      | 23  | Eddie Cheever      | Alfa Romeo          | 1:18.401 | 1:16.746 | + 1.900 |
| 12      | 15  | Patrick Tambay     | Renault             | 1:18.753 | 1:17.171 | + 2.325 |
| 13      | 26  | Andrea de Cesaris  | Ligier-Renault      | 1:18.239 | 1:17.471 | + 2.625 |
| 14      | 8   | Niki Lauda         | McLaren-TAG/Porsche | 1:18.831 | 1:18.071 | + 3.225 |
| 15      | 5   | Jacques Laffite    | Williams-Honda      | 1:19.230 | 1:18.125 | + 3.279 |
| 16      | 20  | Johnny Cecotto     | Toleman-Hart        | 1:19.537 | 1:18.321 | + 3.475 |
| 17      | 18  | Thierry Boutsen    | Arrows-BMW          | 1:19.164 | 1:18.351 | + 3.505 |
| 18      | 2   | Teo Fabi           | Brabham-BMW         | 1:20.193 | 1:18.848 | + 4.002 |
| 19      | 19  | Ayrton Senna       | Toleman-Hart        | 1:18.914 | 1:18.876 | + 4.030 |
| 20      | 24  | Piercarlo Ghinzani | Osella-Alfa Romeo   | 1:21.432 | 1:19.734 | + 4.888 |
| 21      | 4   | Stefan Bellof      | Tyrrell-Ford        | 1:21.003 | 1:19.811 | + 4.965 |
| 22      | 3   | Martin Brundle     | Tyrrell-Ford        | 1:20.527 | 1:20.123 | + 5.277 |
| 23      | 25  | François Hesnault  | Ligier-Renault      | 1:20.439 | 1:21.493 | + 5.593 |
| 24      | 17  | Marc Surer         | Arrows-Ford         | 1:20.615 | 1:21.088 | + 5.769 |
| 25      | 21  | Mauro Baldi        | Spirit-Hart         | 1:23.462 | 1:20.644 | + 5.798 |
| 26      | 10  | Jonathan Palmer    | RAM-Hart            | 1:25.647 | 1:20.793 | + 5.947 |
| DNQ     | 9   | Philippe Alliot    | RAM-Hart            | 1:21.253 | 1:44.990 | + 6.407 |
| Fontes: |     |                    |                     |          |          |         |

### Corrida
| Pos.    | Nº | Piloto             | Construtor          | Voltas | Tempo/Dif.      | Grid | Pontos           |
| ------- | -- | ------------------ | ------------------- | ------ | --------------- | ---- | ---------------- |
| 1       | 27 | Michele Alboreto   | Ferrari             | 70     | 1:36:32.048     | 1    | 9                |
| 2       | 16 | Derek Warwick      | Renault             | 70     | + 42.386        | 4    | 6                |
| 3       | 28 | René Arnoux        | Ferrari             | 70     | + 1:09.803      | 2    | 4                |
| 4       | 6  | Keke Rosberg       | Williams-Honda      | 69     | Pane seca       | 3    | 3                |
| 5       | 11 | Elio de Angelis    | Lotus-Renault       | 69     | + 1 volta       | 5    | 2                |
| DSQ     | 4  | Stefan Bellof      | Tyrrell-Ford        | 69     | Desclassificado | 21   | [ 4 ] [ nota 1 ] |
| 6       | 19 | Ayrton Senna       | Toleman-Hart        | 68     | + 2 voltas      | 19   | 1                |
| 7       | 15 | Patrick Tambay     | Renault             | 68     | + 2 voltas      | 12   |                  |
| 8       | 17 | Marc Surer         | Arrows-Ford         | 68     | + 2 voltas      | 24   |                  |
| 9       | 1  | Nelson Piquet      | Brabham-BMW         | 66     | Motor           | 9    |                  |
| 10      | 10 | Jonathan Palmer    | RAM-Hart            | 64     | + 6 voltas      | 26   |                  |
| Ret     | 21 | Mauro Baldi        | Spirit-Hart         | 53     | Suspensão       | 25   |                  |
| DSQ     | 3  | Martin Brundle     | Tyrrell-Ford        | 51     | Desclassificado | 22   | [ 4 ] [ nota 1 ] |
| Ret     | 26 | Andrea de Cesaris  | Ligier-Renault      | 42     | Acidente        | 13   |                  |
| Ret     | 2  | Teo Fabi           | Brabham-BMW         | 42     | Rodou           | 18   |                  |
| Ret     | 14 | Manfred Winkelhock | ATS-BMW             | 39     | Exaustor        | 6    |                  |
| Ret     | 8  | Niki Lauda         | McLaren-TAG/Porsche | 35     | Bomba d'água    | 14   |                  |
| Ret     | 23 | Eddie Cheever      | Alfa Romeo          | 28     | Motor           | 11   |                  |
| Ret     | 5  | Jacques Laffite    | Williams-Honda      | 15     | Pane elétrica   | 15   |                  |
| Ret     | 25 | François Hesnault  | Ligier-Renault      | 15     | Radiador        | 23   |                  |
| Ret     | 18 | Thierry Boutsen    | Arrows-BMW          | 15     | Motor           | 17   |                  |
| Ret     | 24 | Piercarlo Ghinzani | Osella-Alfa Romeo   | 14     | Transmissão     | 20   |                  |
| Ret     | 12 | Nigel Mansell      | Lotus-Renault       | 14     | Embreagem       | 10   |                  |
| Ret     | 7  | Alain Prost        | McLaren-TAG/Porsche | 5      | Distribuidor    | 8    |                  |
| Ret     | 22 | Riccardo Patrese   | Alfa Romeo          | 2      | Ignição         | 7    |                  |
| Ret     | 20 | Johnny Cecotto     | Toleman-Hart        | 1      | Embreagem       | 16   |                  |
| DNQ     | 9  | Philippe Alliot    | RAM-Hart            |        |                 |      |                  |
| Fontes: |    |                    |                     |        |                 |      |                  |

## Tabela do campeonato após a corrida
| Pos.    | Piloto           | Pontos |
| ------- | ---------------- | ------ |
| 1       | Alain Prost      | 15     |
| 2       | Derek Warwick    | 10     |
| 3       | Michele Alboreto | 9      |
| 4       | Niki Lauda       | 9      |
| 5       | Keke Rosberg     | 9      |
| Fontes: |                  |        |

| Pos.    | Construtor          | Pontos |
| ------- | ------------------- | ------ |
| 1       | McLaren-TAG/Porsche | 24     |
| 2       | Ferrari             | 13     |
| 3       | Renault             | 12     |
| 4       | Williams-Honda      | 9      |
| 5       | Lotus-Renault       | 6      |
| Fontes: |                     |        |

- Nota: Somente as primeiras cinco posições estão listadas. Entre 1981 e 1990 cada piloto podia computar onze resultados válidos por temporada não havendo descartes no mundial de construtores.